# Homework (Bass Sultan Hengzt)
Homework è il primo Extended Play (download gratuito) del rapper tedesco Bass Sultan Hengzt, pubblicato nel 2010.

## Tracce
1. Alles doch nur Spaß – 3:55
2. Kein Wort (feat. PopRockz!) – 3:35
3. Papa ist bei der BPJM – 2:35
4. Warum ich Dich liebe – 3:29
5. Mein Sound – 3:20